# Estadio Guillermo Briceño Rosamedina
El Estadio Guillermo Briceño Rosamedina es un recinto para eventos deportivos, ubicado en la ciudad peruana de Juliaca, a 3825 m s. n. m..
El estadio es propiedad del Instituto Peruano del Deporte (IPD). En este estadio juega sus partidos de local el club Deportivo Binacional de la Liga 1, el club Diablos Rojos de la Liga 3 y los clubes del Franciscano San Román y el Unión Fuerza Minera, participantes de la Copa Perú.
Fue creado en 1966 con la tribunas de occidente y oriente por la gestión del diputado del departamento de Puno Sr. Guillermo Briceño Rosamedina y tenía un aforo para 5 000 espectadores. En el año de 1990 se complementaron las construcciones de las tribunas de Sur y Norte, por parte
de la Municipalidad Provincial de San Román; la ejecución de la infraestructura se terminó en el año de 1995, logrando 10250 espectadores.
En 2009, fue escenario de la semifinal de la Copa Perú donde el equipo del Diablos Rojos (jugando de local), ganó ante León de Huánuco. En 2010 fue escenario del final de la Copa Perú donde el equipo del Alianza Unicachi (jugando de local), cayó ante Unión Comercio de San Martín. En 2014, fue de nuevo el escenario de la Copa Perú 2014, donde Unión Fuerza Minera perdió la copa frente a Sport Loreto de Ucayali.  

## Remodelación
A finales del año 2016 se dio inicio a la remodelación del estadio, el recinto deportivo remodelado tendrá una capacidad para 18 000 espectadores y se ejecutará con un presupuesto de 29'206,507.70 soles, por administración directa a cargo de la Gerencia Regional de Infraestructura del Gobierno Regional Puno en un plazo de 12 meses.
La obra comprende la construcción de las vías de acceso interior exterior, cerco perimétrico, instalación del campo deportivo de fútbol, pista atlética, plataformas deportivas; mejoramiento y ampliación de tribunas, cancha de grass natural , además de la implementación con mobiliario, equipo administrativo y deportivo. Por retrasos de la obra, el estadio aún no se encuentra remodelado al 100%, sin embargo, desde febrero del 2019 ya alberga partidos de primera división o Liga 1 del Perú.

### Capacidad
El Estadio cuenta con una capacidad máxima para 18 030 espectadores. Sin embargo, el aforo permitido para eventos deportivo según la Ley 30037 y reglamento FIFA de estadios debe ser solo cierto porcentaje de la capacidad máxima, teniendo permitido el estadio puneño solo 10 080 espectadores aproximadamente para ingresar.
- Tribuna Occidente: 2900 espectadores
- Tribuna Oriente: 3400 espectadores
- Tribuna Norte: 2250 espectadores
- Tribuna Sur: 2250 espectadores

### Principales partidos disputados
El estadio Estadio Guillermo Briceño Rosamedina al contar con 18.030 espectadores, ha logrado llenar el estadio en los siguientes partidos:
- Binacional vs César Vallejo (10.624) - 16/02/2019[11]

- Binacional vs Municipal (10.537) - 02/03/2019[12]

- Binacional vs Universitario (10.800) - 30/03/2019[13]

- Binacional vs Sport Boys (10.500) - 01/06/2019[14]

### Partidos internacionales
| Fecha      | Local                | Resultado | Visitante      | Competición             |
| ---------- | -------------------- | --------- | -------------- | ----------------------- |
| 11-02-2019 | Deportivo Binacional | 2 - 0     | San José Oruro | Tarde del Poderoso 2019 |
| 05-03-2020 | Deportivo Binacional | 2 - 1     | São Paulo      | Copa Libertadores 2020  |
| 03-02-2025 | Deportivo Binacional | 4 - 1     | Always Ready   | Noche del Poderoso 2025 |

### Finales de Torneos y Definiciones
| Fecha      | Local                | Resultado | Visitante      | Competición                   |
| ---------- | -------------------- | --------- | -------------- | ----------------------------- |
| 19-12-2010 | Alianza Unicachi     | 4 - 2     | Unión Comercio | Final Copa Perú 2010 (Vuelta) |
| 21-12-2014 | Unión Fuerza Minera  | 1 - 0     | Sport Loreto   | Final Copa Perú 2014 (Vuelta) |
| 01-06-2019 | Deportivo Binacional | 2 - 0     | Sport Boys     | Torneo Apertura 2019          |
| 08-12-2019 | Deportivo Binacional | 4 - 1     | Alianza Lima   | Final Liga 1 (Ida)            |